# Саксофон-альт

Альт саксофон — духовий музичний інструмент, який є одним із різновидів саксофона. Своєю появою в 1842 році він зобов'язаний Адольфу Саксу, музичних справ майстру з Бельгії. Він менший, ніж теноровий саксофон, але більше, ніж саксофон-сопрано. Вважається найпопулярнішим серед інших різновидів саксофонів. Широко використовується в класичних і джазових композиціях.
Стрій альтового саксофона — Es (мі-бемоль). Діапазон від B♭3 до F6 (or F♯6),
Розрізняють високий, середній і низький регістр. 

## Відомі виконавці
Серед джазових виконавців, які обрали альтовий саксофон, всесвітню славу здобули Чарлі Паркер, Кенні Гарретт, Джиммі Дорсі, Джонні Ходжес, Джиджі Грайс, Кеннонболл Еддерлі, Джекі Маклін, Ерік Долфі, Девід Сенборн, Ентоні Брекстон, Філ Вудс, Джон Зорн, Пол Дезмонд.
Серед виконавців класичної музики цей інструмент не менш популярний: Марсель Мюль, Сігурд Рашер, Жан-Ів Фурмо, Лоуренс Гводз, Фредерік Хемке, Дональд Сінта, Ларрі Тіл, Жан-Марі Лонде, Кеннет Цзе, Арно Борнкамп, Отіс Мерфі, Євген Руссо.
Для альт-саксофона існує безліч класичних концертів. Його також використовують у джазовій, оркестровій музиці.

## Класичні композиції
Альтовий саксофон має великий класичний репертуар, який включає соло з оркестром і фортепіано. Серед найвідоміших композицій: «Короткий концерт альтового саксофона і одинадцяти інструментів» Жака Ібера і «Концерт мі-бемоль мажор» Олександра Глазунова.
Жорж Бізе включив його в Менует Другої Сюїти «Арлезіанка». Ріхард Штраус у своїй симфонії «Domestica» включив партію для чотирьох саксофонів (альтовий в тому числі).
Дмитро Шостакович використовував соло альт-саксофона в «Сюїті для естрадного оркестру № 2», «Сюїті № 1» і «Сюїті № 2».
Сергій Рахманінов в «Симфонічних танцях» включив соло альтового саксофона в першій частині сюїти.
Альбан Берг в своїх пізніх оркестрових творах також приділяв увагу цьому інструменту: «Скрипковий концерт», опера «Лулу» та інші композиції.
У Джорджа Гершвіна в творах «Рапсодія в стилі блюз», «Американець в Парижі» альтовий саксофон звучить органічно і яскраво.
Кшиштоф Пендерецький використав два альти у своїй опері «Дияволи з Лудена» («Diabły z Loudun») .
Леонард Бернстайн включає альт-саксофон у своїх Симфонічних танцях з «Вестсайдської історії».
Клод Дебюссі представляє альт в його «Рапсодії для альт-саксофона і оркестру (1901—1911)».
Арам Хачатурян включає альт в балет «Гаяне».

## Виробники
Сьогодні у виробництві саксофонів лідируючі позиції займають: Buffet Crampon, Conn-Selmer, Yamaha, Leblanc/Vito, Keilwerth, Cannonball, Selmer Paris, Yanagisawa, Amati, KHS/Jupiter. Нові альт саксофони варіюються в ціні між € 250 ($ 281,05) для моделей низької якості для студентів до більш ніж € 6000 ($ 6745,20) для професійних моделей.

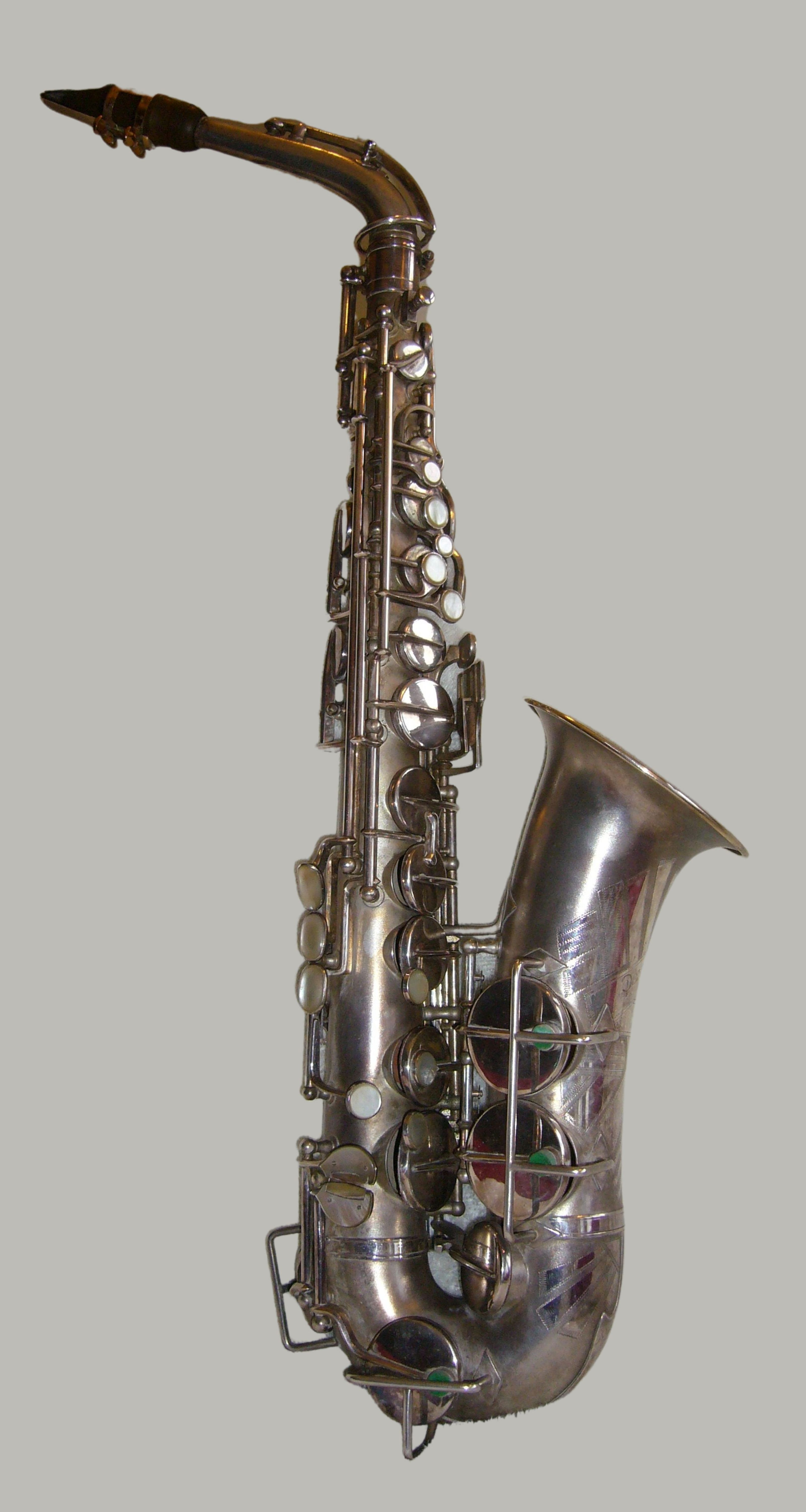
Вінтажний альт-саксофон виготовлений J.Keilwerth[2] (Чехословаччина, 1930)
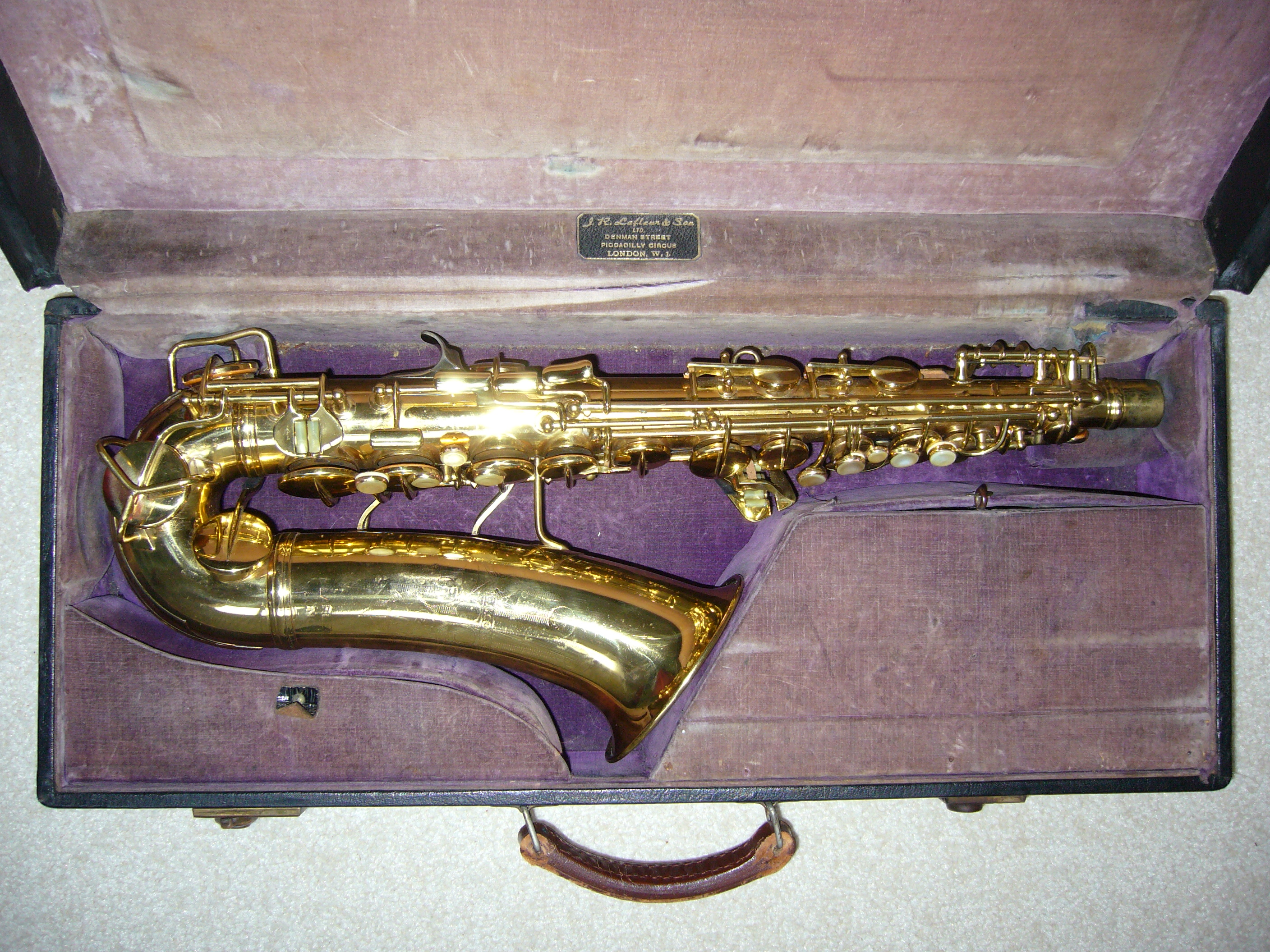
C.G. Conn 6M «Lady Face» (1935)
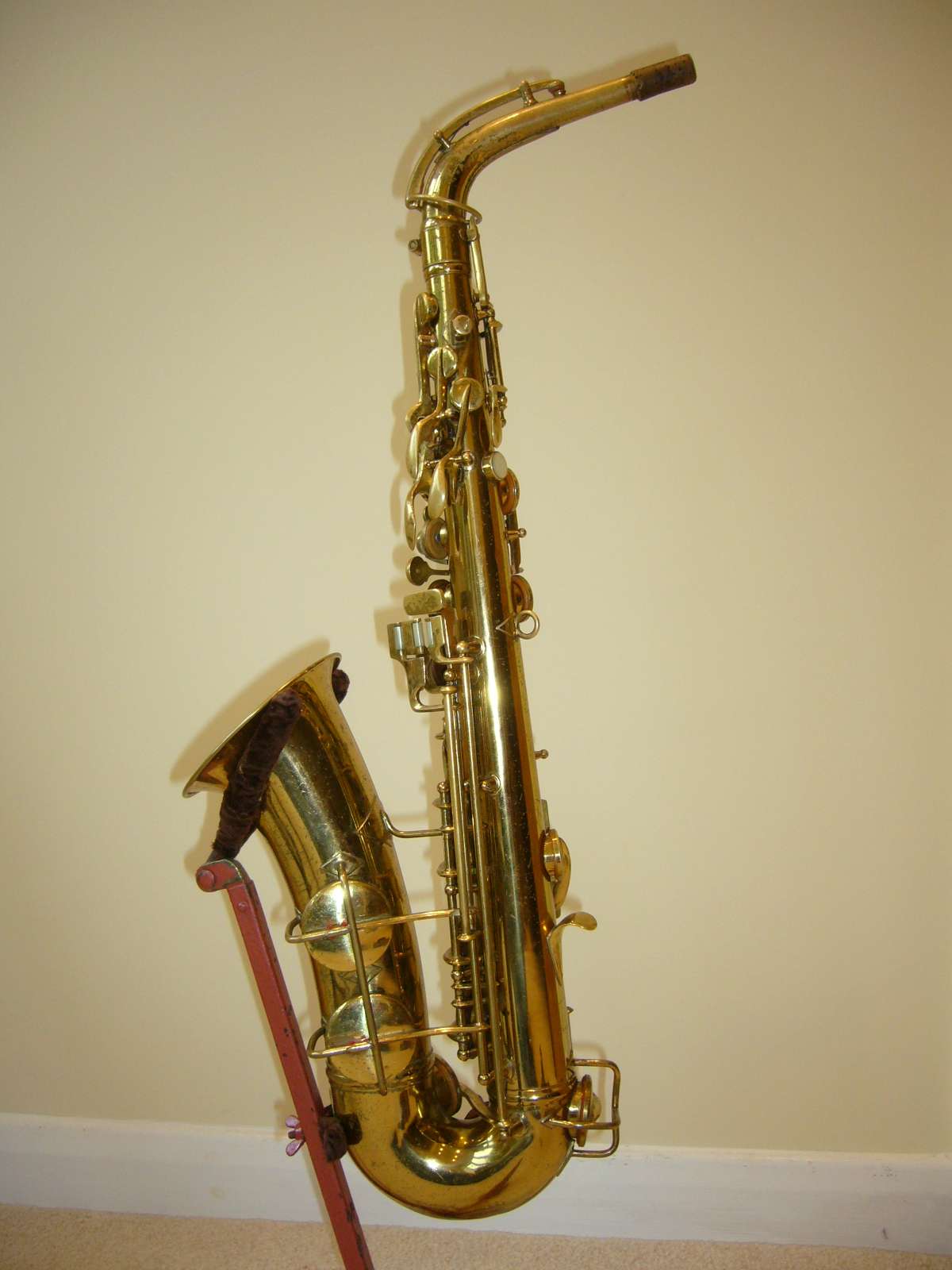
«Pan American» (1948)
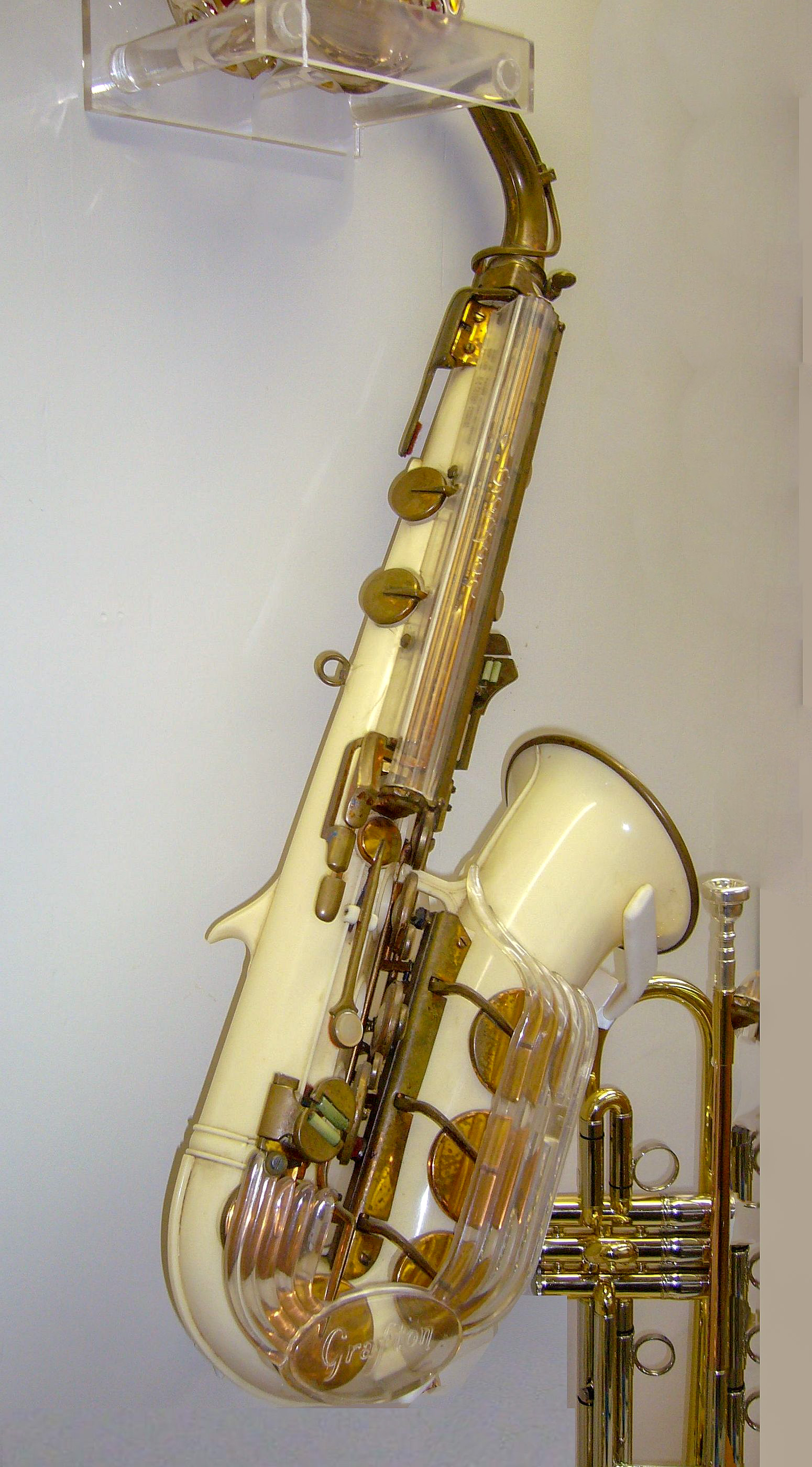
Grafton (1950)
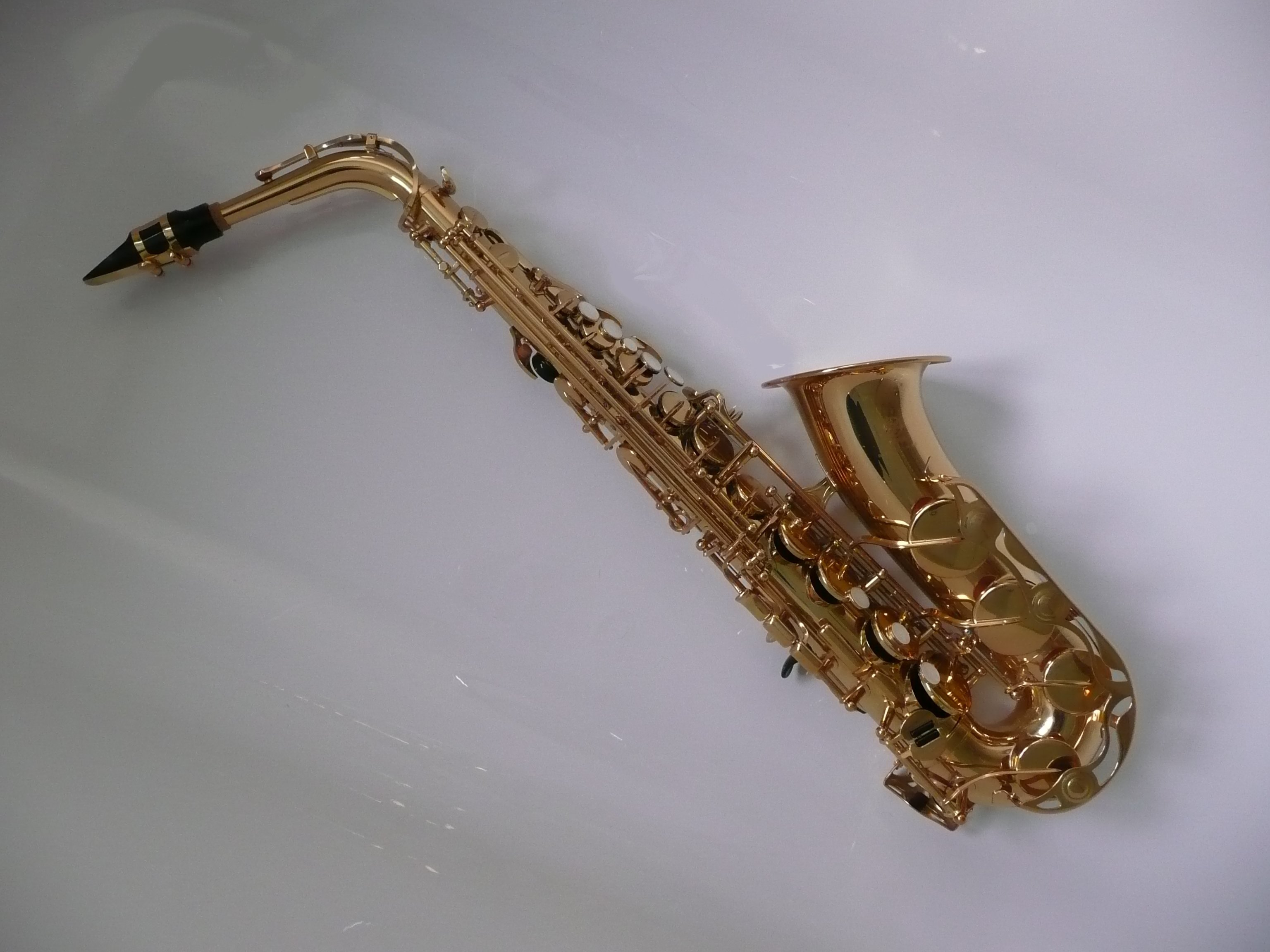
Yamaha YAS-25 (1990)
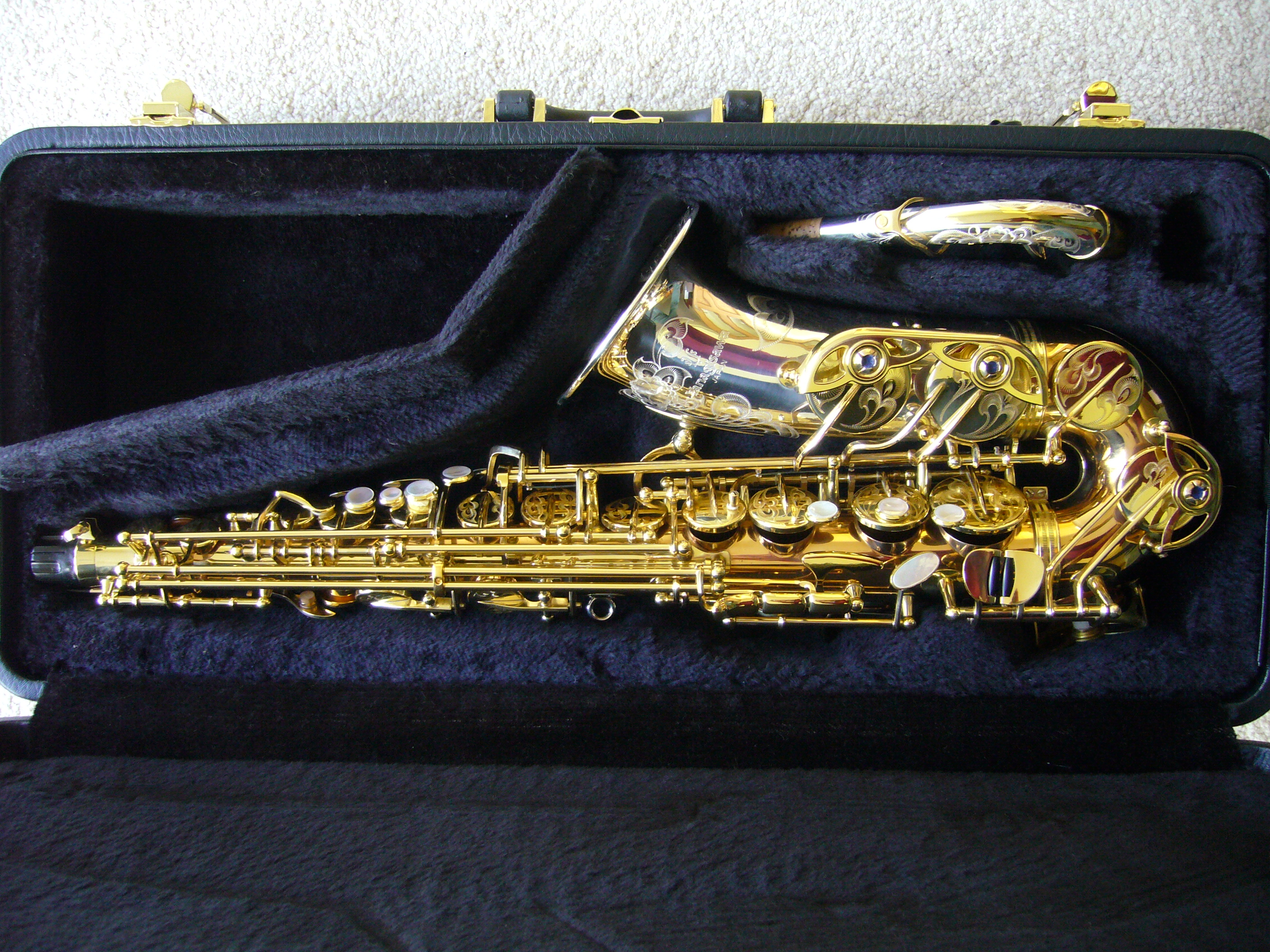
Yanagisawa A9932J (2008)